# Asiphonaphis pruni
Asiphonaphis pruni är en insektsart som beskrevs av Wilson och Davis 1919. Asiphonaphis pruni ingår i släktet Asiphonaphis och familjen långrörsbladlöss. Inga underarter finns listade i Catalogue of Life.